# Auf der Terrasse
Auf der Terrasse (auch Athener Abend, griechisch Στην ταράτσα) ist ein Gemälde des griechischen Malers Iakovos Rizos. Das in Öl auf Leinwand gemalte Bild hat eine Höhe von 111 cm und eine Breite von 167 cm. Es zeigt drei Personen einer Abendgesellschaft auf einer Terrasse mit der Athener Akropolis im Hintergrund. Das Gemälde gehört zur Sammlung der griechischen Nationalgalerie.

## Bildbeschreibung
Das Gemälde zeigt eine Szenerie in Athen: Vor der im Licht der rötlichen Abendsonne im Hintergrund leuchtenden Akropolis haben sich ein Mann und zwei Frauen auf einer Terrasse versammelt. Der Mann ist mittleren Alters und wird im Profil in der linken Bildhälfte dargestellt, wo er auf einem einfachen dunklen Holzstuhl mit dem Rücken zum linken Bildrand Platz genommen hat. Sein dunkles Haar ist kurz geschnitten und die Ohren liegen frei. Weiterhin trägt er einen langen dunklen Schnurrbart. Gekleidet ist er mit der Uniform eines Offiziers der Kavallerie. Hierzu gehören eine dunkle Uniformjacke mit Goldstickerei am Kragenspiegel, ein an den Ärmelenden und am Kragen darunter hervorschauendes weißes Hemd, eine blaue Hose mit seitlichen roten Streifen und kniehohe Reitstiefel mit metallenen Sporen. Der rechte Arm des Mannes hängt leicht angewinkelt nach unten, während die Hand ein rotes Buch umfasst. Möglicherweise ist es ein Band mit Gedichten oder anderer schöngeistige Literatur, aus dem er kurz zuvor zitiert hat. Hierzu würde der konzentriert wirkende Gesichtsausdruck und die nahezu theatralische Geste der erhobenen linken Hand passen. Die Fingerspitzen der offenen Hand weisen nach oben und erreichen die Höhe der Lippen des Mannes. Dies unterstreicht die zur Schau gestellte Geste. Das Agieren des Mannes ist auf die beiden Frauen in der anderen Bildhälfte ausgerichtet.
Vorn auf der rechten Seite ist eine ebenfalls von der Seite gesehene junge Frau mit blonden Haaren dargestellt. Sie sitzt zur Bildmitte gewandt mit ausgestreckten Beinen auf einer Liege mit hochgestellter Rückenfläche. Der Kopf wird von einem Kissen gestützt. Passend zur halbliegenden Position wirkt ihr Gesichtsausdruck gedankenverloren. Die Frau trägt ein langes rosafarbenes Kleid mit weißen Rüschen an den Ärmeln und am Dekolleté. Ihr linker Unterarm ist zur Armlehne angewinkelt und nur die Fingerspitzen der Hand berühren das Holz. Die rechte Arm ragt nach vorn zur Mitte, wobei die locker im Schoß abgelegte Hand einen zusammengefalteten Fächer festhält. Der Rockteil des Kleides hängt in weiten Falten zur Seite herab. Auf der geflochtenen Fläche am Fußende der Liege schauen braune Halbschuhe hervor. Als Schmuck ist ein Ring an der linken Hand und einen Goldreif am linken Unterarm auszumachen. Hinter der halbliegenden Frau steht die zweite Frau. Ihr Körper weist frontal nach vorn, wobei der Kopf zum links sitzenden Mann gedreht ist. Sie steht vor einer hüfthohe Marmor-Balustrade, auf deren Abschlusskante sie nach links und rechts ihre Hände ausgebreitet hat. Die linke Handfläche berührt dabei direkt den Stein, die rechte Hand ruht auf einen dort ausgebrachten kleinen Teppich. Auffallend ragen der rechte Daumen und der rechte Zeigefinger abgespreizt nach unten. Das Gesicht der Frau ist etwas älter als das der Frau im Vordergrund, ihre Haare sind dunkler, der Gesichtsausdruck wirkt reifer. Durch ihre aufrechte Haltung und den Blickkontakt zum Mann erscheint sie als aufmerksame Zuhörerin. Sie ist mit einem schlichten weißen langen Rock gekleidet, dazu trägt sie eine weiße Rüschenbluse mit kleinem V-Ausschnitt. Über der Bluse trägt sie eine kurze brokatartige Weste mit Goldstickerei, die vorn unter der Brust mit zwei goldenen Knöpfen verbunden ist. Ein goldfarbener Gürtel unterstreicht ihre Wespentaille. Beide Frauen sind mit einer Garderobe ausgestattet, wie sie Ende des 19. Jahrhunderts in Europa der Mode der Oberschicht entsprach. Die Identität der drei im Bild zu sehenden Personen ist unbekannt und es bleibt offen, ob sie Bewohner oder Gäste des Hauses sind und in welcher Beziehung sie zueinander stehen. Die Frauen im Bild könnten Mutter und Tochter, aber auch zwei Schwestern sein. Der Mann ist möglicherweise der Ehemann und Vater oder der Bruder der Frauen. Aber auch andere Verwandtschaftsverhältnisse oder Beziehungen im Freundes- und Bekanntenkreis sind denkbar.
Die titelgebende Terrasse wird durch die Balustrade links und bildparallel hinter den Personen bis zum rechten Bildrand begrenzt. Nur wenige Requisiten illustrieren das Geschehen auf der Terrasse. Neben dem kleinen Teppich über der Balustrade gibt es einen größeren Teppich, der sich unter der Liege mit der jungen Frau befindet. Er unterstreicht die bequeme Situation. Davor, auf Höhe des Oberkörpers der jungen Frau, steht ein kleiner Beistelltisch mit Holzschnitzarbeiten im arabischen Stil. Darauf ist ein silbernes Tablett abgestellt, auf dem sich eine Karaffe mit drei Gläsern befindet. Alle Gefäße sind mit einem rötlichbraunen, vermutlich alkoholischen Getränk gefüllt. Wahrscheinlich ist nach dem Vortrag des Mannes ein Umtrunk vorgesehen. Die Terrasse nimmt zusammen mit der Balustrade etwa die untere Hälfte des Bildes ein, während die obere Hälfte dem Hintergrund gewidmet ist. Durch die Säulen der Balustrade geht der Blick von oben auf das belaubte Astwerk verschiedener Bäume herunter, sodass die Terrasse wahrscheinlich Teil eines oberen Stockwerks ist oder sich auf dem Dach eines Hauses befindet. Durch den Blickwinkel auf die Akropolis lässt sich der Standort des Hauses im Athener Ortsteil Plaka verorten. In der Ferne sind am Berghang unterhalb der Akropolis verschiedene weiße Häuser mit roten Dächer zu sehen. Direkt hinter dem Mann erscheinen ziegelgedeckte Dächer nähergelegener Häuser mit einem massiven weißen Schornstein, vor dem sich die Umrisse des Gesichts kontrastreich abzeichnen.
Die Bildkomposition gliedert das Gemälde in zwei Hälften: Auf der linken Seite ist der Mann, dessen Kleidung für Militär, Disziplin und Stärke steht und dessen Buchrequisit und seine Geste ihn zugleich mit Geist und Kultur in Verbindung bringen. Zudem ist seiner Seite die leuchtende Akropolis zugeordnet, die für Griechenlands Kultur, Geschichte und Größe steht. Die rechte Seite gehört den beiden Frauen. Die weiße Kleidung der stehenden Frau kann für Keuschheit und Treue gelesen werden. Die laszive Haltung der jungen Frau und der nahe bei ihr stehende Alkohol sind mögliche Hinweise auf jugendlichen Leichtsinn, Verführung und Laster. Der üppige Baumbewuchs im Hintergrund kann Natürlichkeit symbolisieren, der herausragende verzweigte Baum kann auch als Baum des Lebens für Fruchtbarkeit gesehen werden. Ob diese Interpretationsmöglichkeiten ganz oder teilweise vom Maler so beabsichtigt waren, ist jedoch nicht überliefert. Obwohl Rezos mit einigen Malern des französischen Impressionismus befreundet war, ist seine Malweise vom Stil der Académie des Beaux-Arts mit ihrer Vorliebe für nahezu fotografischer Genauigkeit geprägt. Das Bild ist unten links mit „Rizo 97“ signiert und datiert.

## Rezension und Provenienz
Rizos stellte das Gemälde Auf der Terrasse auf der Athener Kunstausstellung 1899 aus, wo es eine ehrenvolle Erwähnung erhielt. Danach zeigte er das Bild auf der Pariser Weltausstellung 1900 und erhielt dort von der Jury eine Silbermedaille. Später schenkte er das Gemälde der Athener Nationalgalerie, die es mit der Inventarnummer 1108 gelistet hat.